# Godfrey Brown
Arthur Godfrey Kilner Brown (Bankura, 21 de fevereiro de 1915 – Coneyhurst, 4 de fevereiro de 1995) foi um velocista e campeão olímpico britânico.
Conquistou a medalha de ouro em Berlim 1936 no revezamento 4x400 metros junto com os companheiros Freddie Wolff, Godfrey Rampling e William Roberts e a medalha de prata nos 400 m individuais.
Dois anos depois, no Campeonato Europeu de Atletismo em Paris, venceu os 400 m rasos, foi prata no 4x400 m e bronze no 4x100 m.